# Parastenocaris pasquinii
Parastenocaris pasquinii is een eenoogkreeftjessoort uit de familie van de Parastenocarididae. De wetenschappelijke naam van de soort is voor het eerst geldig gepubliceerd in 1972 door Cottarelli.